# Super Heavy (SpaceX)

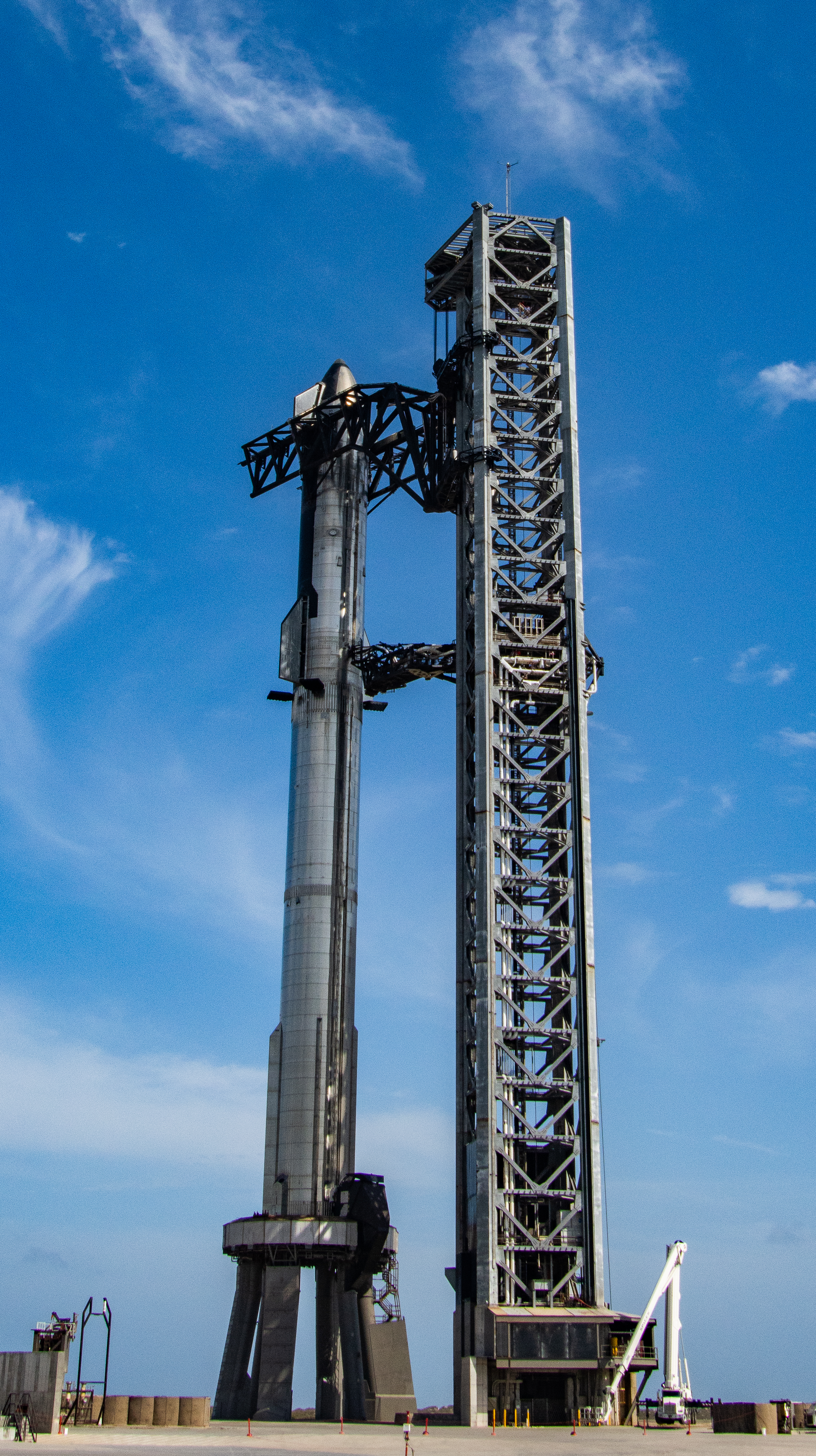
Sestava boosteru B7 a lodi S24 na rampě OLM před startem první testovací mise (IFT), v horní části servisní věže sestavu stabilizují pohyblivé paže systému pojmenovaného Mechazilla.

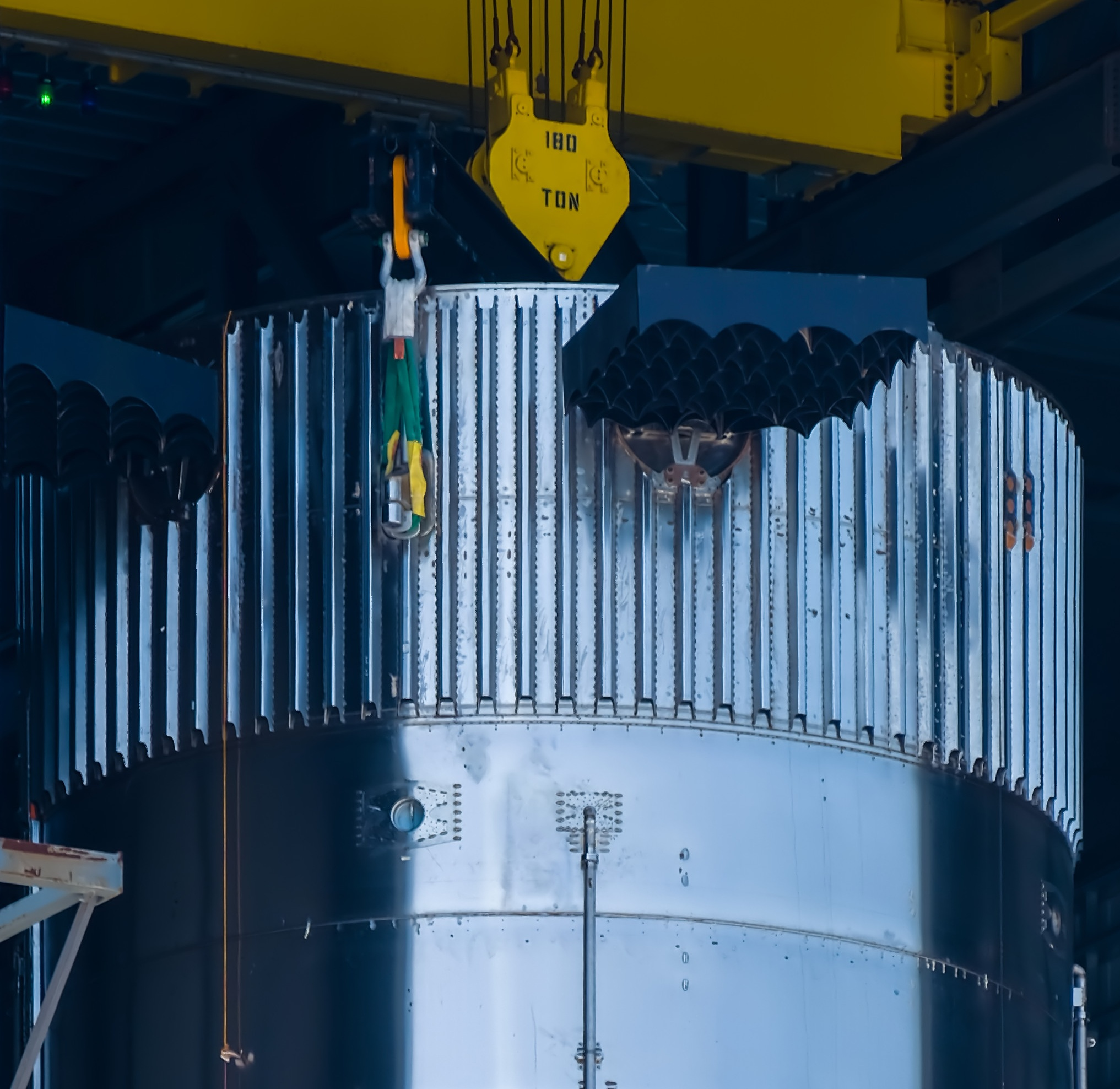
Dvě ze čtyř mřížových kormidel v horní části boosteru. Mezi nimi a o několik decimetrů níže je jeden ze dvou drobných výstupků, kterými se booster při přistání k věži zachytává za ližiny jejích mechanických ramen, nebo je za ně lanem zavěšován na jeřáb ve výrobní hale.

Super Heavy je opakovaně použitelný první stupeň (jinak také „urychlovač” nebo „booster”) supertěžké nosné rakety SpaceX Starship, který se používá v sestavě s druhým stupněm, kosmickou lodí Starship (jinak také jen „Ship”). Super Heavy je nejsilnější provozovaný raketový nosič v historii kosmonautiky. Společnost SpaceX ho vyvinula během 10 let po roce 2012 v rámci programu kolonizace Marsu prezentovaného jejím zakladatelem, podnikatelem Elonem Muskem. Výrobu prvních prototypů SpaceX zahájila v roce 2021 v dosud nedobudovaném středisku SpaceX South Texas launch Site (Kosmodrom SpaceX v jižním Texasu) v lokalitě Boca Chica na samém jihu USA při pobřeží Mexického zálivu. SpaceX v lokalitě také postavila jednu a dokončuje druhou rampu pro vypouštění urychlovačů Super Heavy a loděmi Starship a následné zachytávání urychlovačů ve svislé poloze pomocí hydraulických paží na startovací věži. První let Super Heavy se uskutečnil 20. dubna 2023, zachycení urychlovače věží se podařilo hned při prvním pokusu 13. října 2024.

## Design
Super Heavy je 71 metrů vysoký a má po celé délce průměr 9 metrů. Tvoří ho válcové sekce z nerezové oceli o výšce 1,83 metru, tloušťce 3,97 milimetru s hmotnosti přibližně 1600 kg.
Skládá se ze čtyř základních částí: motorů, metanové nádrže, kyslíkové nádrže a mezistupně. Elon Musk v roce 2021 uvedl, že konečná konstrukce bude mít suchou hmotnost (bez paliva v nádržích) mezi 160 a 200 tunami, přičemž nádrže budou vážit 80 tun a mezistupeň 20 tun.

### Nádrže
Nádrže boosteru Super Heavy pojmou 3 400 tun vysoce podchlazených pohonných hmot, z toho 2 700 tun kapalného kyslíku a 700 tun kapalného metanu.
Obě nádrže jsou odděleny společnou přepážkou, podobně jako na stupních S-II a S-IVB rakety Saturn V, a jsou silně zpevněny více než 70 podélnými výztuhami na vnitřní straně nádrží. Centrální přečerpávací potrubí přivádí metan z horní nádrže středem spodní kyslíkové nádrže do rozdělovače na spodku boosteru, těsně nad motory.
Ke kyslíkové nádrži – počínaje Boosterem 7 – jsou z vnějšku připojeny čtyři podélné stabilizátory (aerodynamické plochy), které současně tuto obalovanou kompozitní tlakovou nádobu chrání, stejně jako nádrže s oxidem uhličitým pro potlačení požáru, a současně zajišťují vztlak při návratu boosteru k Zemi.

### Motory
Nosná raketa Starship Super Heavy má 33 motorů Raptor uspořádaných do tří soustředných prstenců. Celkem 20 motorů vnějšího prstence postrádá kardanové závěsy, kterými se řídí vektor (směr tahu) motorů, takže působí pouze jedním směrem. Kvůli úspoře hmotnosti neobsahují ani palubní spouštěcí zařízení, protože se uvádějí do provozu pomocí pozemního podpůrného zařízení na startovací rampě a po svém vypnutí na konci vzestupné fáze letu se již nezapalují. Naopak 10 motorů středního a 3 motory vnitřního prstence vektor měnit umí, což je nezbytné pro dosažení přesné pozice k zachycení boosteru u startovací věže. Po první letové zkoušce lodi Starship hydraulický pohon kardanových závěsů nahrazen elektrickým a současně byl modernizován systém hašení požáru a a také stínění motorů, které izoluje jednotlivé kusy pro případ poruchy.
Motory Raptor využívají plnoprůtokový systém stupňovitého spalování, který má jak kyslíkové, tak metanové turbočerpadlo. Pro zvýšení výkonu spalují Raptory superpodchlazené pohonné hmoty. Celkové výšce boosteru přidávají celkem asi 3 metry.
Při plném výkonu produkovaly všechny motory první verze boosteru (Block 1) celkový tah 73,5 MN (více než dvojnásobek tahu prvního stupně Saturnu V).

### Mezistupeň
Mezistupeň tvoří především kopuli, která shora chrání metanovou nádrž před působením motorů kosmické lodi Starship. Dále je vybaven čtyřmi elektricky ovládanými mřížovými kormidly, z nichž každé má hmotnost 3 tuny. Ta nejsou po obvodu mezistupně uspořádána v rozestupech 90 stupňů jako u Falconu 9, ale do 2 dvojic, mezi nimiž je rozestup 120 stupňů, zatímco kormidla ve dvojici jsou vzdálena 60 stupňů. To podle SpaceX zajišťuje větší sílu v ose náklonu. Dalším rozdílem oproti Falconu 9 je, mřížková kormidla zůstávají během startu vysunutá. Kromě kormidel zajišťují manévrování boosteru během návratu k Zemi studené (bez zážehu) plynové trysky napájené zbytkovým motorovým plynem. Uprostřed obou dvojic kormidel a pod jejích úrovní také vyčnívají záchytné body, které umožňují zvednutí nebo zachycení nosné rakety pomocí rozevíracích paží startovací věže.
Při prvním letu byl booster vysoký 69 metrů a kosmická loď na něj dosedala bezprostředně na horní okraj mezistupně, nad mřížková kormidla. Kvůli problémům při zapálení motorů kosmické lodi SpaceX od druhého letu vložila mezi obě části sestavy dodatečné mezikruží o výšce 1,8 metru a po celém obvodu vytvářející průduchy. Těmi před oddělením obou částí, ale už během a krátce po spuštění motorů kosmické lodi mohou do stran unikat spaliny. Toto řešení známé z řady jiných raket umožňuje tzv. horké oddělení (hot staging), při němž kosmická loď neztrácí ani na okamžik tah a rychlost, protože kosmická loď již používá své motory, zatímco se motory boosteru teprve postupně vypínají. Mezikruží se při návratu boosteru k Zemi automaticky oddělilo, aby snížilo přistávací hmotnost boosteru, u dalších verzí se ale s jeho existencí nepočítá, protože potřebné průduchy budou pevnou součástí horního okraje boosteru.

### Profil startu a přistání
Kompletní příprava startu boosteru Super Heavy trvá několik desítek hodin, nejdůležitější kroky se ale odehrávají v poslední hodině. Padesát minut před startem se spouští čerpání pohonných hmot do kosmické lodi Starship, nejprve paliva, o půl minuty později okysličovadla. O osm minut později začíná proudit palivo také do boosteru Super Heavy a o dalších šest minut později se otevírají ventily a rozbíhají čerpadla také na cestě kapalného kyslíku. V čase T-19:40 začíná chlazení všech 33 motorů boosteru, které chrání technologii před tepelným šokem z vysoce podchlazených hmot, které do čerpadel a přívodů motoru v okamžiku startu začnou proudit. Plnění končí 200 sekund před startem v případě kosmické lodi o 30 sekund později u boosteru. Půl minuty před odletem dává letový ředitel závěrečný souhlas s odletem, 10 vteřin před startem se pod rampou rozbíhá záplavový systém, který proudy vody chrání její vybavení, a 3 sekundy před startem začíná startovací sekvence všech motorů. (Při prvních startech, před kompletní přestavbou a zvýšení výkonu řetězce zásobování pohonnými hmotami, byl předstartovní harmonogram více rozložený v čase a čerpání metanu a kyslíku do boosteru začalo již hodinu a 37 minut před startem a do kosmické lodi o 20 minut později, resp. o 24 minut později v případě kyslíku.)
Letící sestava zhruba minutu po startu absolvuje maximální dynamický tlak (max q, okamžik nejvyšší mechanické zátěže rakety během startu). Třicet motorů boosteru ve vnějším a vnitřním prstenci se vypíná po 150 sekundách letu a zbylé tři ve vnitřním prstenci snižují svůj tah na polovinu, načež se spouštějí motory kosmické lodi Starship. Ta se pak během několika dalších sekund odděluje od mezistupně a vydává se na další cestu vlastními silami, aby asi po 8 minutách a 30 sekundách dosáhla své základní dráhy a mohla své motory vypnout. Booster mezitím ve výšce zhruba 64 km nad povrchem Země zahajuje sekvenci manévrů vedoucích k návratu ke startovací rampě. Především provede zpětný zážeh, kterým obrátí směr svého letu pomocí 13 centrálních motorů vnitřního a středního prstence, které spustí na 54 sekund. Přibližně sedm minut po startu a nedaleko rampy se stejných 13 motorů zažehne znovu, aby dobrzdily rychlost pádu a domanévrovaly booster do blízkosti startovací věže. Těsně u jejích hydraulických záchytných paží ale opět zůstávají v provozu jen tři motory vnitřního prstence, které se vypínají záhy po dosednutí dvěma protilehlými výstupky z trupu na ližiny na záchytných pažích. V případě, že booster nebo startovací věž nejsou zcela v pořádku pro zachycení, přesměrovává letový ředitel booster k přistání na mořskou hladinu v předem určeném a zabezpečeném místě v širším okolí kosmodromu.
Zvolený způsob záchrany boosteru snižuje hmotnost a mechanickou složitost rakety tím, že odstraňuje potřebu přistávacích nohou, a současně umožňuje rychlejší opětovné použití díky umístění rakety přímo zpět na OLP, tedy bez nutnosti přesunů a dalších manipulací s boosterem.
Pro první sérii testovacích letů SpaceX připravila trajektorii vedoucí od kosmodromu na jihu texaského pobřeží Mexického zálivu východním směrem, mezi Kubu a Floridu, dále přes Atlantský oceán a Afriku nad Indický oceán. Při prvních dvou misích společnost počítala s koncem letu zhruba po 90 minutách v oblasti Havajských ostrovů, od třetího letu ale trajektorii zkrátila s plánovaným místem přistání po asi 65 minutách v Indickém oceánu západně od Austrálie. Boosteru Super Heavy se samozřejmě týká jen poměrně krátká úvodní část celé trajektorie.

### Varianty
Elon Musk i SpaceX opakovaně vyjádřili úvahy o budoucích variantách rozvoje sestavy Starship. Např. společnost v dubnu 2024 prezentovala předpoklad, že u verze Block 2 celkový výkon vzroste k 81 MN a později u Blocku 3 až na 98 MN, přičemž by tyto verze mohly mít až 35 motorů. Zatím nejpodrobnější představu zveřejnil Musk v listopadu 2024, když zveřejnil srovnání plánovaných variant 2 a 3 s variantou použitou při 3. testovacím letu:
|                                            | Starship Block 1 (IFT-3) | Starship Block 2 | Starship Block 3 |
| ------------------------------------------ | ------------------------ | ---------------- | ---------------- |
| náklad na oběžnou dráhu (tuny)             | –                        | 100+             | 200+             |
| hmotnost pohonných hmot Super Heavy (tuny) | 3 300                    | 3 650            | 4 050            |
| hmotnost pohonných hmot Ship (tuny)        | 1 200                    | 1 500            | 2 300            |
| počáteční tah Super Heavy (tuny)           | 7 130                    | 8 240            | 10 000           |
| počáteční tah Ship (tuny)                  | 1 250                    | 1 600            | 2 700            |
| motory Ship pro hladinu moře               | 3                        | 3                | 3                |
| motory Ship pro vakuum                     | 3                        | 3                | 3                |
| výška Super Heavy (metry)                  | 71                       | 72,3             | 80,2             |
| výška Ship (metry)                         | 50,3                     | 52,1             | 69,8             |
| celková výška (metry)                      | 121,3                    | 124,4            | 150              |

## Kosmodromy

### Vypouštěcí a zachytávací zařízení
Společnost SpaceX sestavu Starship vypouští z komplexního zařízení, která označuje orbitální startovací stanoviště (Orbital Launch Pad, OLP). Na kosmodromu Starbase existují dvě startovací stanoviště, označovaná OLP A a OLP B. Hlavní součástí každého OLP jsou:
- orbitální startovací věž (Orbital Launch Tower, OLT),
- orbitální startovací rampa (Orbital Launch Mount, OLM),
- záplavový systém (Deluge systeme),
- centrální tankoviště (Tank farm).

Orbitální startovací věž OLT, jinak též „integrační věž”, je podpůrná příhradová konstrukce, která poskytuje oporu boosteru Super Heavy nebo sestavě Starship, během testování a předstartovních příprav. Součástí věže jsou dvě propojené, ale hydraulicky nezávisle ovládané nosné paže o délce přes 30 metrů, které se jsou schopné v sevřeném postavení držet booster nebo kosmickou loď, vertikálně s nimi stoupat nebo klesat po věží OLT a horizontálně se otáčet tak, aby booster posadily na startovací zařízení OLM nebo vedle něj (nebo kosmickou loď na booster). Slouží současně jako dvojice nosníků, na které se při přistání u věže zavěsí booster nebo kosmická loď. Vžil se pro ně název „chopsticks” podle asijských jídelních hůlek, i když Elon Musk celý pohyblivý systém dříve neoficiálně nazval „Mechazilla”. V on-line rozhovoru v červnu 2024 také řekl, že si myslí, že věž bude natolik robustní, aby zvládla tisíce přistání. Součástí věže je – ve výši spodního okraje usazené kosmické lodi – také odklápěcí můstek, přes který jsou k lodi rychlospojkou přiváděny pohonné a další hmoty a elektřina z vedení a potrubí procházejících vnitřkem konstrukce věže OLT.
Orbitální startovací rampa OLM má na starší ze dvou ramp na Starbase podobu šestinohé stoličky s širokým otvorem na horní ploše, do něhož se usazuje spodní část boosteru Super Heavy. Na obvodu otvoru je umístěno 20 svorek, které stabilizují booster při předstartovních přípravách a současně se uvolňují v okamžiku startu těsně po spuštění všech motorů. Součástí OLM je také další rychlospojka pro napojení a rychlé odpojení vedení a potrubí k boosteru. Těsně pod OLM se navíc nachází masivní ocelová deska, která slouží jako obraceč (deflektor) proudu spalin tryskajících z motorů při statických testech motorů a během startu, než se raketa dostatečně vzdálí od rampy.
Záplavový systém vystřikuje pod OLM vodu, která přispívá k utlumení energie tryskajících spalin. Voda je dodávána z nedaleké vodní přečerpávací nádrže, která k pohonu využívá stlačený plyn. SpaceX záplavový systém a deflektor vybudovala až v létě 2023, po zkušenostech získaných během prvního letu v dubnu 2023. Poprvé ho s využitím plného tlaku vyzkoušela 28. července 2023 a za pochybení při jeho výstavbě dostala od Agentury pro ochranu životního prostředí (EPA) pokutu ve výši přibližně 148 000 dolarů za vypouštění průmyslové vody pomocí systému záplavy bez požadovaného povolení.
Centrální tankoviště je oblast nedaleko startovních věží, v níž se skladují metan, kapalný kyslík, voda, dusík, helium a hydraulická kapalina. Podchlazovače v blízkosti tankoviště chladí pohonné hmoty pomocí kapalného dusíku. Součástí je také soustava potrubí vedoucích paliva a média ke startovacímu věžím a zařízením – na Starbase tankoviště zásobuje obě orbitální rampy. Zásobováno je nákladními automobily.

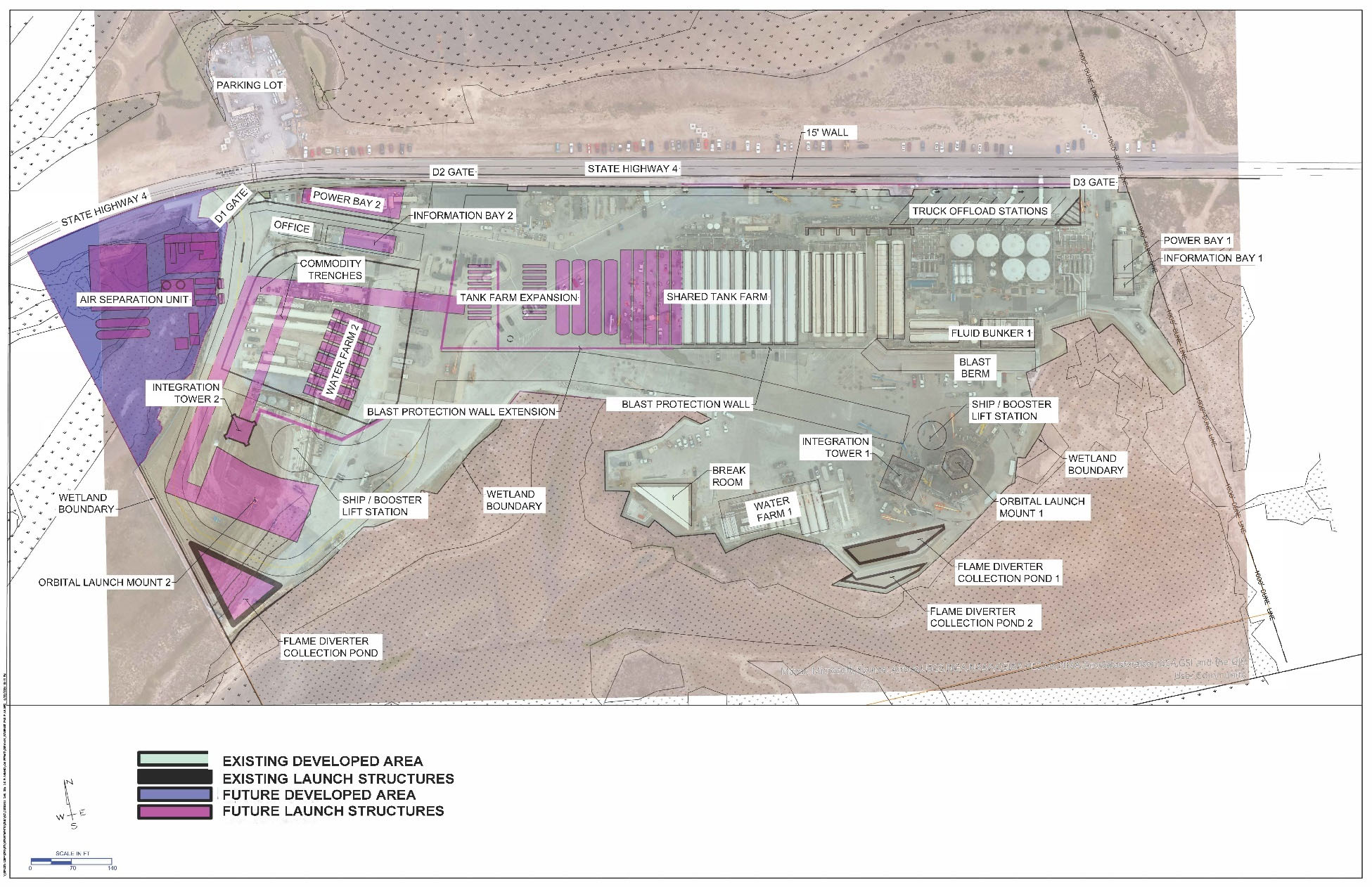
Plán dostavby vypouštěcích a zachytávacích zařízení kosmodromu Starbase z července 2024.

Elon Musk oficiálně zahájil výstavbu kosmodromu 22. září 2014, přičemž prohlásil, že první lety lze očekávat v roce 2016. Fáze projektování zařízení byla dokončena v březnu 2015, výstavba se ale zpozdila kvůli zatížení týmu projektantů a stavitelů odpalovacího zařízení jinými úkoly po výbuchu rakety v září 2016, které poškodilo jednu z ramp SpaceX na Floridě, a v důsledku nutných navážek stovek tisíc krychlových metrů zeminy pro stabilizaci pomáčené půdy. SpaceX už počátkem roku 2016 zvedla, že nedokončí stavbu dříve než v roce 2017 a první start se očekává až koncem roku 2018. Provozní ředitelka SpaceX Gwynne Shotwellová později prohlásila, že budou zapotřebí „dva roky zemních prací” a náklady na výstavbu budou vyšší, než se původně odhadovalo.
Společnost pak sice v březnu 2019 začala v Boca Chica s pozemními testy prototypů raket a raketových motorů a v létě 2019 se suborbitálními letovými testy, ale z budoucího kosmodromu byla ke spatření pouze farma horizontálně postavených nádrží na kapalný kyslík o objemu 360 m3, nádrže na kapalný metan o objemu 303 m3 a další vybavení, jejichž výstavbu SpaceX zahájila koncem roku 2018.
Stavbu prvního startovního stanoviště OLP A (tehdy jen OLP) začala v červenci 2020 betonováním šesti ocelových kruhových odpalovacích podpěr, které byly o 10 měsíců později navrchu spojeny plošinou rampy. o hmotnosti 370 tun, čímž vznikla rampa OLM A (tehdy jen OLM a původně „Stage Zero”). V březnu 2021 SpaceX obdržela od Federálního úřadu pro letectví (FAA) souhlas s vybudováním věže o výšce 146 metrů pro podporu orbitálních startů, takže mezi dubnem a červencem 2021 mohla sestavit její ocelovou konstrukci. Počátkem srpna 2021 pak pracovníci společnosti u nedokončené věže OLT A (tehdy jen OLT) – s pomocí jeřábu – na rampu OLM vyzvedli čerstvě dokončený Booster 4 a 6. srpna 2021 na je usadili také kosmickou loď Ship 20, to vše za účelem testování uchycení a kompatibility s věží.
O výstavbě druhého stanoviště OLP B nedaleko OLP A začala SpaceX veřejně mluvit v březnu 2021. Stavbu věže OLT B zahájila v květnu 2024 blízko místa, kde dříve stála rampa pro suborbitální starty používaná při vývoji kosmické lodi Starship. První části konstrukce věže dorazily na místo 14. května 2024, jejich instalace začala v polovině června a skončila 21. srpna. Na počátku roku 2025 byla před dokončením také rampa OLM B, která má výrazně jiné – čtvercové – uspořádání než kruhová rampa OLM A u věže OLT A.
SpaceX souběžně pracovala také na rozšíření oprávnění co do počtu povolených startů, na které zpočátku dostávala jednotlivá povolení a později bylo omezena počtem pěti startů ročně. Po několikaletém řízení, které zahrnovalo také zpracování dopadové studie, osobní i virtuální slyšení a spor o nakládání s odpadními vodami používanými na kosmodromu, FAA počátkem května 2025 dokončil environmentální posouzení, podle něhož může společnost na Starbase v jednom roce provést až 25 startů včetně stejného počtu přistání nosiče Super Heavy a stejného počtu přistání kosmické lodi Starship. Tuto skutečnost pak úřad potvrdil v aktualizaci licence pro lety Super Heavy/Starship, kterou vydal 15. května 2025.
Úvahy SpaceX o vypouštění sestav Starship z Floridy vedly v srpnu 2019 k tomu, že společnost předložila dokumentaci k posouzení vlivu na životní prostředí pro startovací systém Starship v Kennedyho vesmírném středisku (KSC). V říjnu pak společnost zahájila úpravy na již dříve pronajatém startovním komplexu LC 39A v KSC, aby mohla zahájit stavební práce v jeho těsném sousedství, a to včetně betonové plochy, na níž podle tehdejších úvah měly boostery Super Heavy při návratu na kosmodrom přistávat. V prosinci 2019 začala ve vyčleněném prostoru růst konstrukce startovací věže OLT. Práce se však počátkem roku 2020 zastavily, když SpaceX zamířila veškerou svou pozornost na texaskou Starbase. Zakladatel firmy Elon Musk ohlásil obnovení výstavby OLP počátkem prosince 2021, načež z lokality během několika týdnů zmizely zbytky dva roky staré nedokončené stavby. Ve zpracovatelském a skladovacím středisku SpaceX označovaném Roberts Road Falcon, které se nachází asi 11 kilometrů od rampy 39A v téže době vznikaly betonové patky pro budoucí montáž segmentů věže OLT. A v lednu 2022 společnost předložila ke schválení plány pro budovu o rozloze 30 tisíc čtverečních metrů s budoucím plánovaným rozšířením o dalších skoro 18 tisíc m2. První segment OLT dorazil 16. června 2022 na rampu 39A a o 5 dní později začalo stohování segmentů na sebe do výšky a rozběhla se i stavba startovací rampy OLM. V květnu 2024 začalo dodatečné posouzení vlivu na životní prostředí, které mělo umožnit roční kadenci více než 40 startů Starship z KSC. SpaceX počátkem března 2025 oznámila, že pokud se jí podaří dokončit projednávání environmentálních vlivů, chtěla byl první start Starship z LC-39A provést koncem roku 2025.
Společnost současně uvedla, že provádí přezkum vlivů na životní prostředí také v případě zamýšleného druhého startovacího stanoviště na Floridě. To by chtěla vybudovat v prostoru bývalé rampy SLC37, asi 9 kilometrů jižně od rampy LC39A v areálu Základny vesmírných sil Cape Canaveral a do posledního startu rakety Delta IV v dubnu 2024 ji používala společnost United Launch Alliance. SpaceX chce podle ohlášení záměru z roku 2024 rampu používat pro až 76 startů a návratů ročně. Alternativou je vybudování zcela nové rampy LC-50 o zhruba 1,5 km severněji, v prostoru mezi rampami SLC-37 a SLC-40. Návrh posouzení dopadů návrhu na životní prostředí má být k veřejné diskusi předložen na jaře 2025, konečná verze a stanovisko ve věci odpovědného Ministerstva letectva (součást Ministerstva obrany USA) by mělo být známo na podzim 2025.

### Výrobní areály
Boostery Super Heavy a kosmické lodě Starship vyrábí SpaceX v Texasu ve výrobním areálu asi 3 kilometry jihozápadně od startovních stanovišť OLP A a OLP B. Jeho výstavba začala v roce 2018 a vznikly zde všechny testovací exempláře Starship včetně demonstrátoru Starhopper, který v roce 2019 provedl první let do výšky 20 metrů. Počáteční velké stanové konstrukce postupně nahradily mimo jiné tři haly s pracovními prostory a vybavením pro vertikální sestavování konstrukcí boosterů a kosmických lodí a jejich vybavování technologiemi, které jsou označovány jako High Bay, Mega Bay 1 a Mega Bay 2, z nichž poslední zmíněná byla uvedena do provozu koncem roku 2023.
Výrobní areál musí samozřejmě vzniknout také na Floridě. Federální úřad pro letectví (FAA), který musí registrovat každou stavbu vyšší než 61 metrů (200 stop), zveřejnil v lednu 2025 informaci o projektu montážní haly Giga Bay ve středisku Roberts Road Falcon, v areálu Kennedyho vesmírného střediska, která má dosáhnout výšky 116 metrů (380 stop) a měla by být dokončena v srpnu 2026. SpaceX tyto počátkem března 2025 informovala, že halu plánuje vybudovat do konce roku 2026, přičemž její plocha bude 11krát větší než v případě haly Mega Bay v Texasu. Vyšší bude také počet pracovních prostorů pro sestavování konstrukcí a montáže vybavení boosterů – v Giga Bay jich bude 24 oproti 5 v Mega Bay.
Společnost také zamýšlí dokončit ve stejném čase stejnou halu také v Texasu.

## Historie

### Vývoj

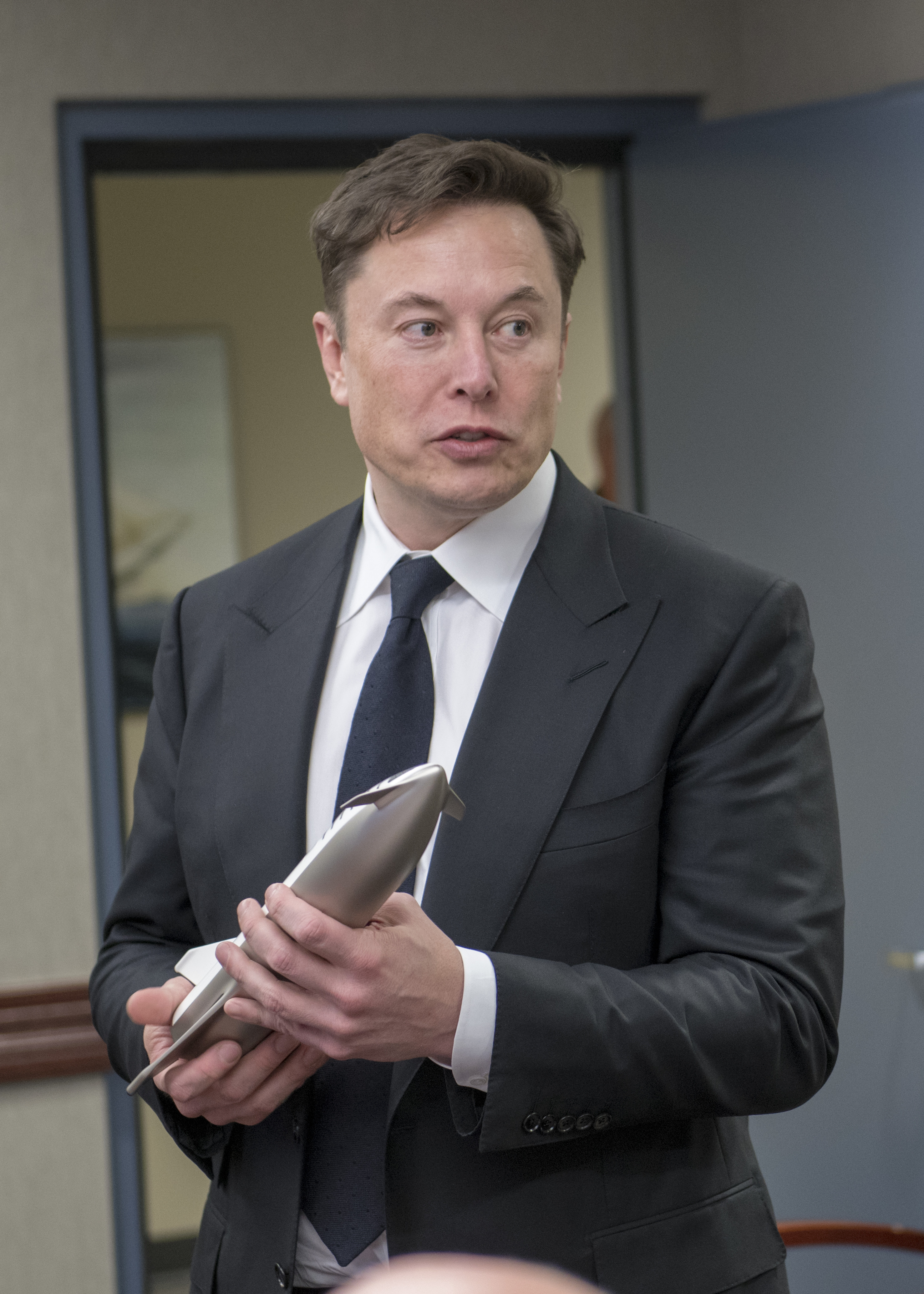
Zakladatel SpaceX Elon Musk s modelem kosmické lodi Starship v dubnu 2019.

Společnosti SpaceX v říjnu 2012 poprvé informovala o záměru vyvinout plně znovupoužitelný raketový systém s podstatně většími schopnostmi, než raketa Falcon 9, v té době již postupně uváděná do praktického používání. Elon Musk k jeho pojmenování MCT, jejíž význam mnohem později objasnil jako Mars Colonial Transporter (volně Transportér do marsovské kolonie). Nosič měl mít podle odhadů provozní ředitelky SpaceX Gwynne Shotwellové průměr minimálně 7 metrů a nosnost na nízkou oběžnou dráhu Země mezi 150 a 200 tunami. Vedoucí vývoje motorů ve SpaceX Tom Mueller později uvedl, že společnost by mohla použít devět motorů Raptor na jediném nosiči MCT nebo kosmické lodi Předběžný návrh by měl mít průměr nejméně 10 metrů (33 stop) a využily by tři spojená jádra s celkem nejméně 27 motory.
Další posun přišel na 67. mezinárodním astronautickém kongresu koncem září 2016. Elon Musk tam oznámil, že SpaceX vyvíjí novou raketu s motory Raptor nazvanou Interplanetary Transport System. (ITS) Ta by podle něj měla mít dva stupně, nosič a kosmickou loď, oba opakovaně použitelné. Nádrže z uhlíkového kompozitu by se plnily kapalným metanem a kapalným kyslíkem a raketa by měla nízkou startovací cenu navzdory nosnosti 300 tun na nízkou oběžnou dráhu Země. Nosná raketa ITS měla mít průměr 12 metrů a výšku 77,5 metry, každý ze 42 motorů by poskytl přes 3 meganewtony tahu, celkem by tak raketa při startu vyvinula tah 128 MN, po opuštění atmosféry pak 138 MN, bezmála čtyřnásobek tahu Saturnu V. Návrh již obsahoval řízení pro přesné přistání pomocí mřížových kormidel, změny směru tahu 7 motorů ve středovém klastru pomocí kardanového řízení a možnosti odlišného výkonu všech motorů, z nichž každý by umožňoval regulaci od 20 do 100 procent výkonu. První stupeň by měl před oddělením kosmické lodi dosáhnout rychlosti kolem 8 650 km/h při zachování přibližně 7 % paliva, aby bylo možné dosáhnout vertikálního přistání na startovací rampě (nikoli na přistávací ploše nebo plovoucí plošině jako Falcony 9).
O rok později na 68. kongresu Musk oznámil nový název a upravené parametry nosiče. Označení se změnilo na BFR, což bylo vykládáno buď jako Big Falcon Rocket, nebo jako Big Fucking Rocket, což Elon Musk neformálně používal už dříve s odkazem na stejné použití písmen BF v populární počítačové hře Doom.
O vánocích 2018 přišla poslední velká změna – SpaceX opustila záměr používat uhlíkový kompozit a založila budoucnost na nerezové oceli a přejmenování kosmické lodi Starship a boosteru na Super Heavy. Také další parametry se přiblížily konečné podobě, včetně plánovaného devítimetrového průměru obou součástí sestavy. Elon Musk odůvodnil změnu konstrukčního materiálu nízkými náklady a snadnou výrobou, vyšší pevností nerezové oceli při styku s vysoce podchlazenými pohonnými hmotami a současně její schopností odolávat vysokým teplotám. Mnoho dalších detailů o budoucím nosiči i kosmické lodi představil Elon Musk na velké prezentaci v září 2019.

### Pozemní testování
SpaceX v březnu 2021 dokončila první prototyp Super Heavy, označený BN1. Ten byl výrobním průkopníkem pro nalezení základních postupů montáže a přepravy budoucích boosterů. Musk 30. března 2021 oznámil, že BN1 bude sešrotován a že zkušenosti získané při jeho montáži vedly ke změnám designu dalšího prototypu B2, který by se i s motory měl do konce dubna 2021 dostat na startovací rampu. BN1 skutečně pracovníci Starbase o 2 týdny později rozebrali, ale k sestavení B2 nikdy nedošlo, její části posloužily pouze k dílčímu testování nádrží, podobně jako později některé součásti vznikajícího, ale nikdy nedokončeného boosteru B6.
Pozornost se tak upřela na další nosič B3, který byl sestaven koncem června 2021 a v poslední den měsíce naložen na transportní platformu a převezen k rampě používané pro suborbitální lety k testování. Jako první z boosterů podstoupil 13. července 2021 kryogenní test (zkoušku těsnosti systému po naplnění podchlazenými pohonnými látkami) a o šest dní později také první statický zážeh 3 svých motorů, jediný, který byl proveden na suborbitální rampě. V srpnu 2021 byl rozebrán částečně a v lednu 2022 byla jeho zkáza dokonána..
Booster B4 byl prvním kusem Super Heavy určeným k letu (později označovaném jako Block 1). SpaceX s ním počítala pro první letový test, ale nakonec se stal pouze stal prvním boosterem, který byl vysazen na startovací rampu (4. srpna 2021) a spojen s kosmickou lodí Starship (6. srpna 2021). Od prosince 2021 do března 2022 podstoupil několik kryogenních a dalších testů včetně spojení s lodí Starship 20 na rampě, ale SpaceX nakonec učinila rozhodnutí, že první let podstoupí Booster 7 a Ship 24. Demontáž B4 začala 6. března 2024 odmontováním jednoho mřížového kormidla a skončila 22. března 2024 v hale Mega Bay, kde byl B4 rozřezán.
Podobný osud stihl také boostery B5 a B8. První díly B5 pozorovatelé spatřili na přelomu července a srpna 2021, hlavní montáže nádrže na kapalný kyslík proběhly během září a u metanové nádrže od počátku října. Obě nádrže byl spojeny 19. listopadu 2021, čímž bylo základní sestavování boosteru dokončeno, takže mohl být 8. prosince 2021 převezen z haly High Bay do venkovního překladiště ve výrobním areálu. V důsledku překotného vývoje a byl ale nakonec sešrotován. První díly B8 byly zaznamenány v lednu 2022, sestavování konstrukce začalo v únoru 2022 a skončilo 8. července 2022. Po montážích vybavení se booster 19. září 2022 vydal ke startovací rampě OLM k testování, a to bez mřížových kormidel a motorů. SpaceX však záhy testovací kampaň odložila kvůli nezbytným modernizacím rampy, takže na ni booster vůbec nevysadila a technici ho namísto toho 31. října odvezli zpět do výrobního areálu. Nakonec padlo rozhodnutí, že B8 nebude dokončen, a tak byl v lednu 2023 sešrotován, přičemž některé jeho součásti byly nainstalovány na Booster 7, který se teprve chystal na svůj let.

### Testovací lety
SpaceX dosud provedla 7 testovacích letů, v nichž postupně dosahovala v různé míře zlepšení funkčnosti a spolehlivosti jednotlivých součástí i nosiče jako celku: Na jejich základě stanovovala cíle a prováděla technické úpravy technologie pro další lety.
1. let – 20. dubna 2023 (Booster 7)
První let provedl Booster 7, který prošel všemi výrobními etapami od podzimu 2021 do jara 2022 a poté vstoupil do roční testovací kampaně, během níž se 11. října 2022 na startovací rampě poprvé spojil s kosmickou lodí Ship 24. Po měsících dalších testů a přípravných prací absolvovaly 20. dubna 2024 obě součásti systému Starship první testovací let, při kterém SpaceX zaznamenala celou řadu potíží, počínaje nefunkčností některých motorů již v okamžiku startu, špatné ovladatelnosti sestavy a neoddělení obou jejích součástí po vyhoření paliva v prvním stupni. V důsledku hromadících se poruch sestava přešla do pádu spojeného s rotací a 3 minutách a 59 sekund po startu explodovala. Kromě toho poškodila během odletu startovací rampu OLM, která musel projít rozsáhlými opravami a modernizací.
2. let – 18. listopadu 2023 (Booster 9)
Další let společně absolvovaly booster B9 a kosmická loď Ship 25. Poučení z prvního letu přineslo celou řadu technických úprav a vylepšení na kosmické lodi i boosteru, jehož stavba začala vznikat už na jaře 2022.a pokračovala do prosince téhož roku, kdy B9 vyrazil na první kryogenní testování. Prvního úplného natankování nádrží palivem se ale dočkal až 23. července 2023 a s lodí S25 se na rampě poprvé spojil 6. září 2023. Vlastní let následoval o dalších 10 týdnů později 18. listopadu. Při druhém letu se sestava Starship vznesla bez viditelných potíží a ve 2. minutě a 48 sekundě letu ve výšce asi 74 km nad Zemí se loď od boosteru řádně oddělila. Obě součásti poté sice nezávisle na sobě explodovaly (B9 v čase T+3:21 během manévrování před cestou k přistání na mořskou hladinu, S25 asi 8 minut po startu poté, co ve výšce 148 kilometrů a při rychlosti přes 24 tisíc kilometrů za hodinu, ale SpaceX let označila za úspěšný.
3. let – 14. března 2024 (Booster 10)
První díly Booseru 10 byly vyrobeny nejpozději v létě 2022, sestavování začalo v říjnu 2022. Po jeho dokončení v březnu 2023 a montáži dalšího vybavení se v září uskutečnil kryogenní test těsnosti soustavy a montáž motorů, která trvala do počátku prosince 2023. Kosmická loď S28 byla na B10 poprvé vyzvednuta 10. února 2024. Let po všech přípravných pracích připadl na 14. března 2024. Po úspěšném startu, rozdělení sestavy a návratu k místu přistání na mořskou hladinu booster B10 explodoval ve výšce asi 500 metrů. Starship dosáhla plánované transatmosférické dráhy s apogeem 234 km, ale rozpadla se během průletu atmosférou ve výšce zhruba 65 kilometrů nad Zemí.
4. let – 6. června 2024 (Booster 11) – první úspěšné přistání boosteru na hladinu moře
Sestavování konstrukce B11 začalo v polovině března 2023 a skončilo počátkem června 2023. Montáž motory začala v listopadu 2023 a skončila jejich společným testovacím zážehem 4. dubna 2024. První spojení s lodí Ship 29 následovalo 15. května 2024. Start se uskutečnil 6. června 2024 bez zjevných závad. Po rozdělení sestavy obě její součásti po svých plánovaných trajektoriích úspěšně zpomalily k řízenému přistání na mořskou hladinu, S29 i přes dílčí poškození předního manévrovacího křidélka při průletu atmosférou. Booster i kosmická loď se po dosednutí do vody rozlomily.
5. let – 13. října 2024 (Booster 12) – úspěšné zachycení boosteru pažemi startovací věže

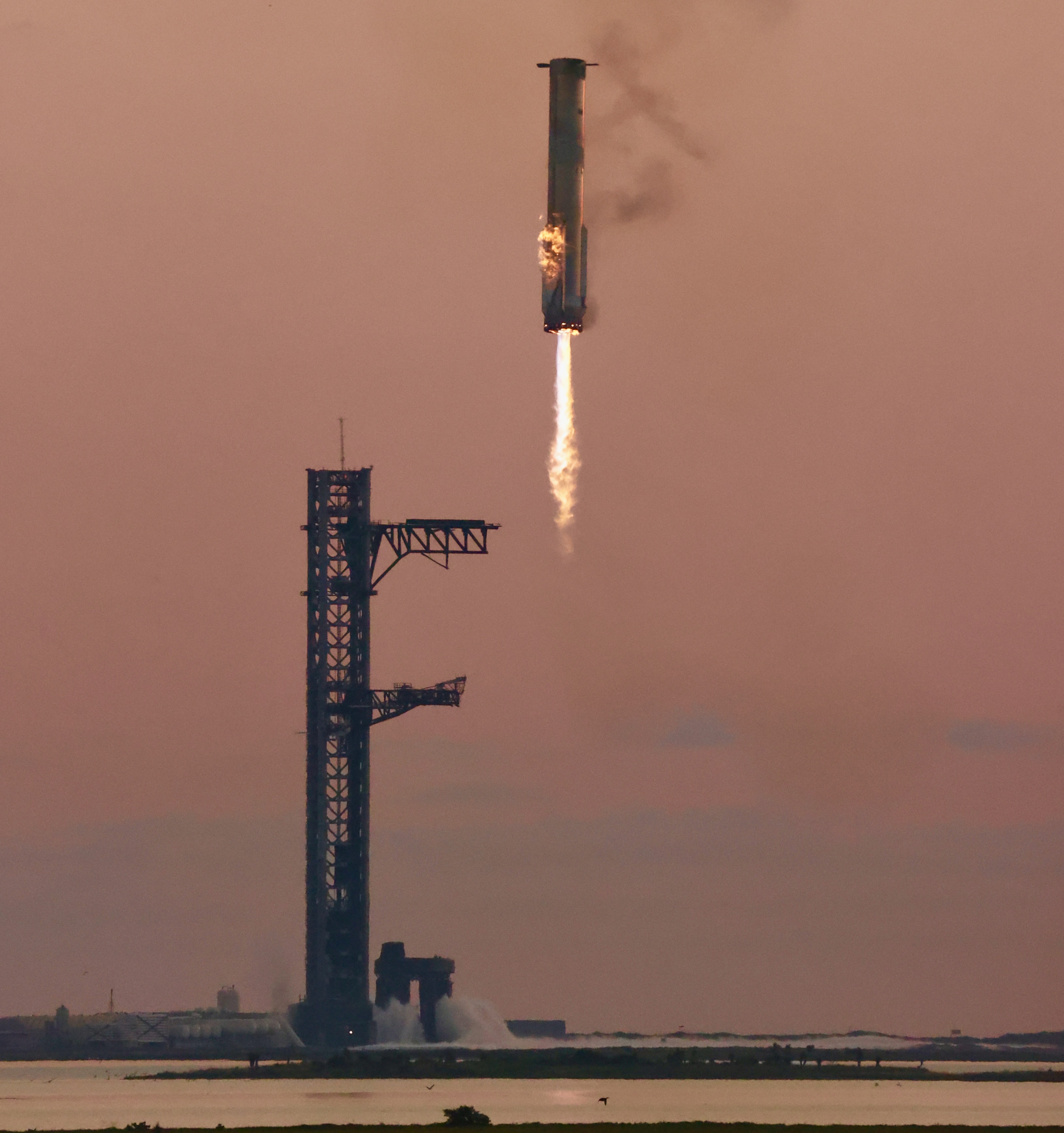
Přiblížení boosteru B12 k věži.

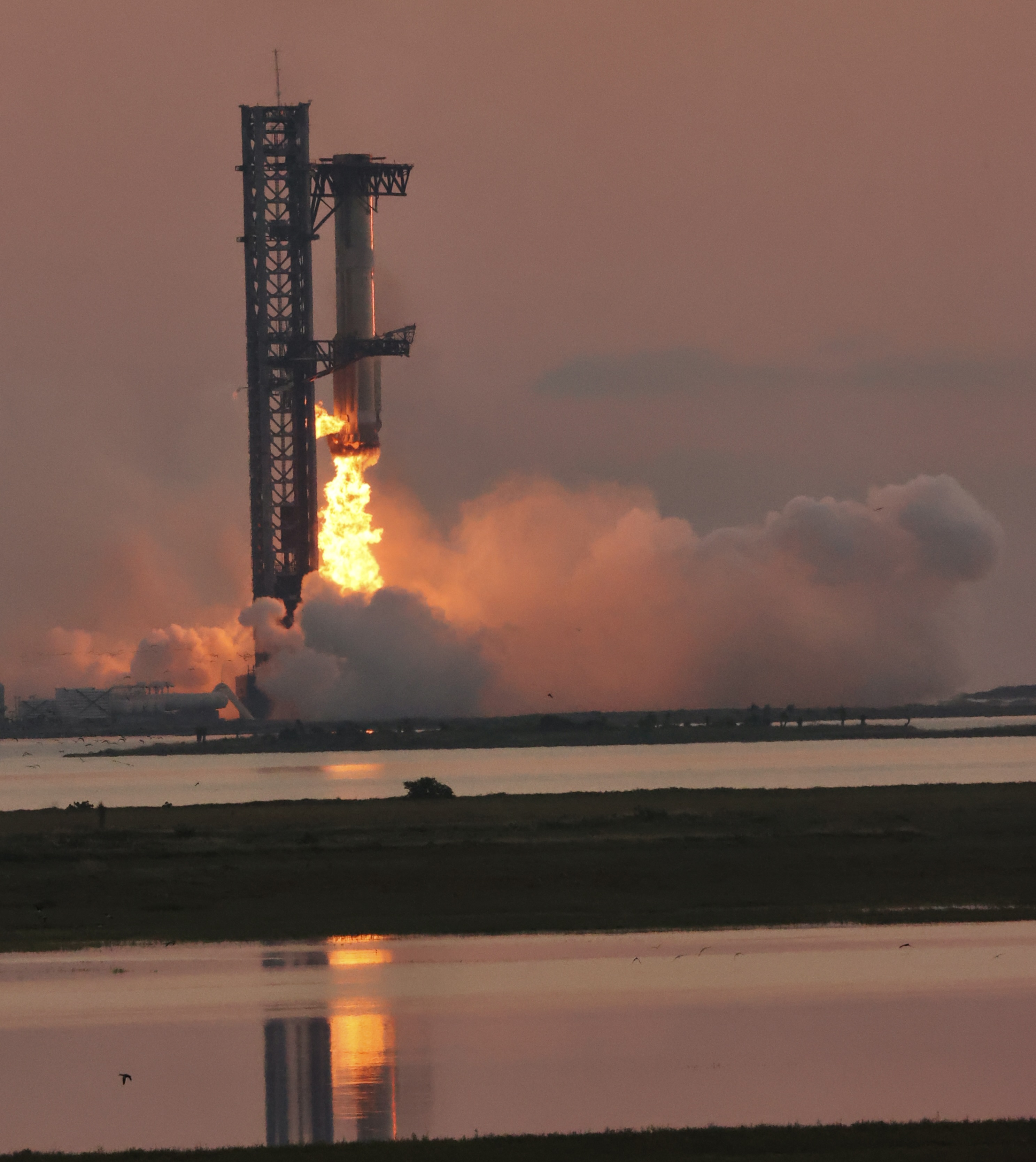
Booster B12 v okamžiku zachycení.

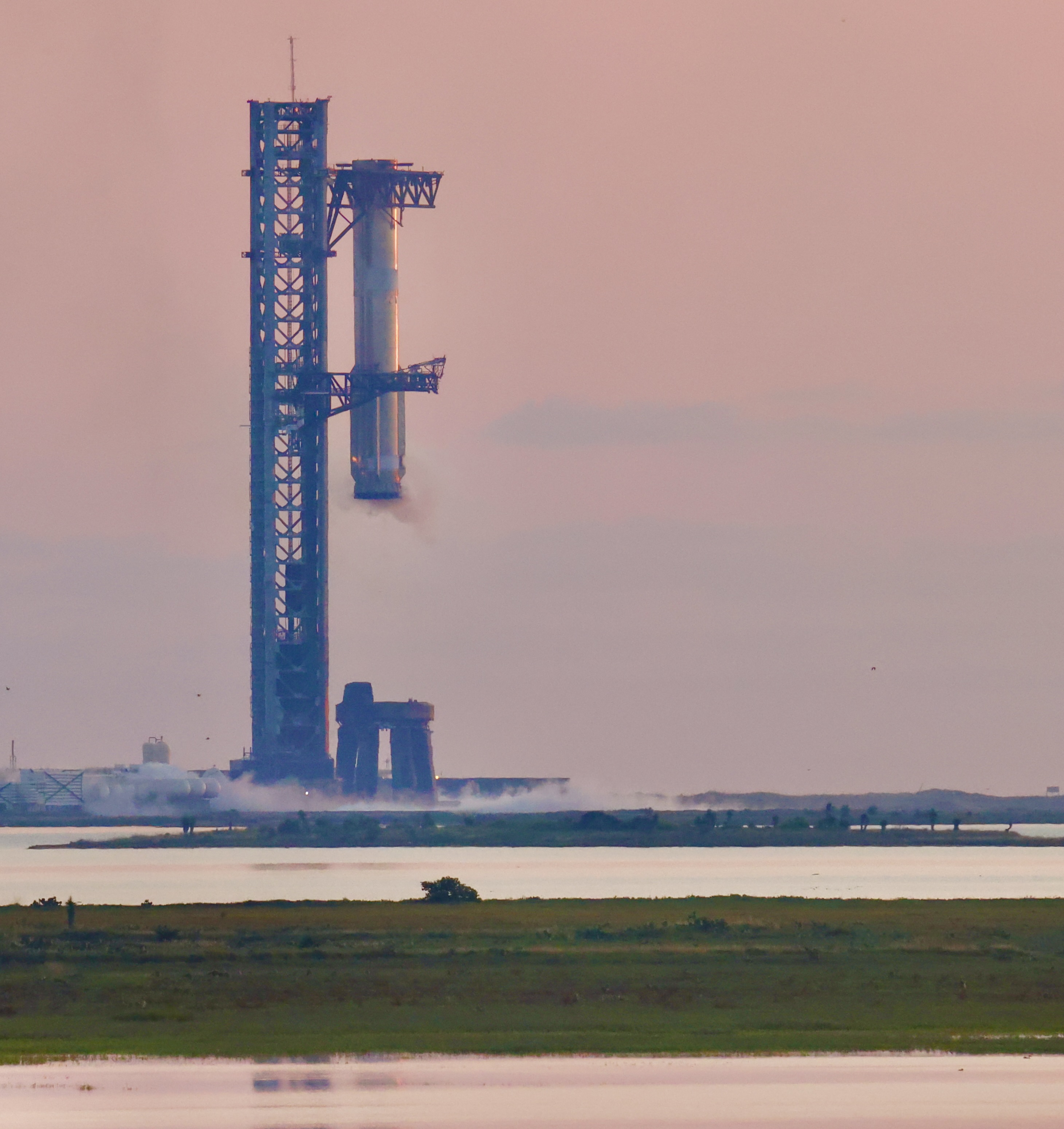
B12 těsně po zachycení.

Sestavování Boosteru 12 určeného pro 5. let začalo v červnu 2023, v lednu 2024 podstoupil kryogenní testy a po navazující montáži motorů absolvoval v červenci 2024 jejich testování včetně kompletního statického zážehu. K rampě byl definitivně dopraven 20. září a na ní o den později poprvé spojen se Starship S30. Let byl naplánován na 13. října 2024 a skončil nepopíratelným úspěchem, když booster pár minut po startu hned při historicky prvním pokusu hladce dosedl na hydraulické paže startovací věže a o hodinu později kosmická loď bez potíží zabrzdila svůj let průletem atmosférou a s pomocí tří svých motorů se zastavila nad hladinou Tichého oceánu západně od Austrálie. B12 byl po zachycení odvezen do výrobní haly k poletovým inspekcím a 28. října 2024 převezen na odstavnou plochu nedaleko montážních hal, nazývanou „Rocket Garden” (Raketová zahrada).
6. let – 19. listopadu 2024 (Booster 13)
Montáž dalšího nosiče zahájili technici počátkem září 2023 a konstrukci dokončili počátkem února 2024 usazením horní části s metanovou nádrží na spodní část s kyslíkovou nádrží. Po kryogenních testech v dubnu a návratu do výrobní haly k instalaci motorů byl B13 vyvezen na konci října 2024 k několikadennímu testování motorů na startovací rampě, načež se ještě jednou vrátil do výrobní haly. Na rampu byl definitivně usazen 14. listopadu 2024. Let se uskutečnil o pět dní později a booster při něm splnil svůj hlavní úkol, nasměrovat kosmickou loď S31 na transatmosférickou dráhu, která ji dovede k návratu do atmosféry a přistání na stejném místě jako v předchozích misích. Po rozdělení obou součástí sestavy ale ředitel letu kvůli problému v komunikaci se startovací věží nepovolil provedení dalšího zachycení boosteru pohyblivými pažemi startovací věže, což podle plánu znamenalo přistání na mořskou hladinu, při němž booster řádně zpomalil a ve svislé poloze dosedl na hladinu, ale při převrácení do vodorovné polohy se rozlomil a explodoval. Jeho zadní část s většinou zcela zachovaných motorů byla v červenci 2025 vyzvednuta z mořského dna k testování. S31 úspěšně přistála na hladinu a během 65 minut dlouhého letu vůbec poprvé spustila jeden ze svých motorů mimo zemskou atmosféru.
7. let – 16. ledna 2025 (Booster 14)
Čtrnáctý booster začali technici sestavovat v únoru 2024 a počátkem října 2024 ho odvezli na kryogenní testy. O další dva měsíce později už měl B14 všechny motory a na startovací rampě podstoupil jejich testování, po němž zamířil k závěrečným přípravám do montážní haly a na rampu se vrátil 31. prosince 2024. Jeho let s kosmickou lodí S33 byl naplánován na 10. ledna 2025, ale kvůli prodloužení příprav a nepřízni počasí se posunul o 6 dní. Booster, který letěl s jedním z motorů použitých při předchozí misi IFT-5 (a tedy zachovaných), zafungoval správně, s drobnou výjimkou jednoho motoru, který se druhém ze tří spuštění nezapnul. B14 bez potíží doletěl na správné místo a zavěsil se na hydraulická ramena věže OLT A, která se kolem něj sevřela. Potíže ale měla loď Starship, která při prvním letu druhé verze, označované jako Block 2, selhala a ve výšce 146 kilometrů nad Zemi po 8 a půl minutách letu explodovala.
8. let – 6. března 2025 (Booster 15)
První díly urychlovače pro osmý let zaznamenali pozorovatelé na Starbase v červenci 2024. Dokončená konstrukce B15 v prosinci téhož roku absolvovala 2 kryogenní testy a poté se vrátila do montážní haly k instalaci motorů. Ke statickému zážehu na rampě OLM A se B15 vydal 7. února 2025, o dva dny později ho úspěšně podstoupil a vrátil se zpět do montážní haly k předstartovním přípravám. První pokus o start se uskutečnil 3. března 2025, ale byl zrušen čase T–40 sekund kvůli několik zaznamenaným problémům. Po odložení dalšího termínu – 5. března – sestava bez zpoždění odstartovala na začátku startovního okna 6. března 2025. Booster i tentokrát v pořádku přistál, i přes nespuštění 2, resp. 1 motorů při návratu, a zavěsil se do ramen zachytávací věže. Na kosmické lodi S34 se však i tentokrát v deváté minutě a ve 146 kilometrech nad Zemí začaly vypínat motory, což vedlo ke ztrátě výkonu, výšky i signálu, a poté Starship explodovala. B15 po inspekcích „zaparkovali” na odstavné ploše „Rocket Garden”.
9. let – 27. května 2025 (Booster 14 – 2. let)
Pro let se Starship 35 určila SpaceX nosič B14, úspěšně použitý a zachycený při 7. letu v lednu 2025. Technici booster převezli na rampu 1. dubna 2025, aby 3. dubna podstoupil statický zážeh všech svých 33 motorů, z nichž 29 již bylo použito při předchozím letu. Termín provedení letu tak závisel na dokončení kosmické lodi S35, která po kryogenních testech těsnosti palivové soustavy v polovině března 2025 absolvovala v květnu 2025 celkem trojí prověření svých motorů a tři kratší i delší pobyty v montážní hale, než 25. května 2025 odjela na startovní rampu a 26. května byla vysazena na booster B14. Z letového plánu zveřejněného SpaceX přitom vyplynulo, že se tentokrát nepočítalo se zachycením nosiče věží OLT A a místo toho se B14 pokusí o přistání na mořskou hladinu s pouhými dvěma místo obvyklých tří motorů. Booster po úspěšném startu a oddělení Starship sice vyrazil směrem k přistání na mořskou hladinu, ale při brzdicím zážehu po 315 sekundách letu explodoval a o přistání se tak ani nepokusil. Starship S35 se sice – na rozdíl od předchozích dvou letů – ve zdraví dožila vypnutí svých motorů a dosáhla stanovené dráhy, poté však únik pohonných látek znemožnil její ovládání, a tak vstoupila do atmosféry neřízeně a v nevhodné pozici a rozpadla se zhruba po 47 minutách letu.
Plánovaný 10. let – 24. srpna 2025 (nejdříve) (Booster 16)
V den uskutečnění předchozího letu oznámila technická ředitelka SpaceX pro Starship Shana Diezová, že další let po vyhodnocení událostí při 9. letu provede Booster 16 a při návratu se nechá zachytit věží OLT. Elon Musk současně oznámil, že SpaceX chce několik příštích letů SpaceX vyslat v rychlejší kadenci, „přibližně jeden start každé 3 až 4 týdny". První náznak termínu startu se objevil v noci z 18. na 19. června 2025 v provozním plánu budoucích startů vydávaném Federálním úřadem pro letectví. Výbuch S36 o několik hodin později však budoucí start odložil na neurčito. SpaceX se rozhodla nahradit zničenou testovací rampu pro statické zážehy úpravou startovní rampy OLM-A, finální práce se odehrály v polovině července 2025. Po úspěšném provedení testů motorů lodi S37 počátkem srpna 2025 Elon Musk na své síti X odhadl, že se další let uskuteční v polovině měsíce, první oficiální oznámení SpaceX pak prohlásilo za den startu 24. srpen, a to ve dvouhodinovém startovním okně počínajícím v 23:30 UTC.
Konstrukce Boosteru 16 vznikala od října 2024 do února 2025, po kryogenních testech na přelomu února a března následovala montáž motorů. A 4. června 2025 se B16 svezl k rampě OLM ke statickému zážehu provedenému 6. června a po něm zpět do montážní haly k dokončovacím pracím.

## Seznam urychlovačů (boosterů) Super Heavy

### Dokončené urychlovače (boostery)
| #   | Poprvé na rampu   | 1. statický zážeh | Datum startu            | Let   | Start (rampa)     | Zachycení/Přistání         | Vyřazen            | Status             |
| --- | ----------------- | ----------------- | ----------------------- | ----- | ----------------- | -------------------------- | ------------------ | ------------------ |
| B1  | –                 | –                 | –                       | –     | –                 | –                          | 14. dubna 2021     | Sešrotován         |
| B3  | 1. července 2021  | 19. července 2021 | –                       | –     | –                 | –                          | 15. srpna 2021     | Sešrotován         |
| B4  | 4. srpna 2021     | –                 | –                       | –     | –                 | –                          | 26. března 2024    | Sešrotován         |
| B5  | –                 | –                 | –                       | –     | –                 | –                          | léto 2022          | Sešrotován         |
| B7  | 31. března 2022   | 9. srpna 2022     | 20. dubna 2023          | IFT-1 | Neúspěšný (OLP A) | Bez pokusu                 | 20. dubna 2023     | Zničen             |
| B8  | –                 | –                 |                         | –     | –                 | –                          | leden 2023         | Sešrotován         |
| B9  | 20. července 2023 | 6. srpna 2023     | 18. listopadu 2023      | IFT-2 | Neúspěšný (OLP A) | Bez pokusu                 | 18. listopadu 2023 | Zničen             |
| B10 | 19. prosince 2023 | 21. prosince 2023 | 14. března 2024         | IFT-3 | Úspěšný (OLP A)   | Neúspěšné (mořská hladina) | 14. března 2024    | Zničen             |
| B11 | 4. dubna 2024     | 5. dubna 2024     | 6. června 2024          | IFT-4 | Úspěšný (OLP A)   | Úspěšné (mořská hladina)   | 5. dubna 2024      | Zničen po přistání |
| B12 | 9. července 2024  | 15. července 2024 | 13. října 2024          | IFT-5 | Úspěšný (OLP A)   | Úspěšné (OLP A)            |                    | Uskladněn          |
| B13 | 22. října 2024    | 24. října 2024    | 19. listopadu 2024      | IFT-6 | Úspěšný (OLP A)   | Úspěšné (mořská hladina)   | 19. listopadu 2024 | Zničen po přistání |
| B14 | 6. prosince 2024  | 9. prosince 2024  | 16. ledna 2025          | FT-7  | Úspěšný (OLP A)   | Úspěšné (OLP A)            | 28. května 2025    | Zničen             |
| B14 | 6. prosince 2024  | 9. prosince 2024  | 27. května 2025         | FT-9  | Úspěšný (OLP A)   | Bez pokusu                 | 28. května 2025    | Zničen             |
| B15 | 8. února 2025     | 9. února 2025     | 6. března 2025          | FT-8  | Úspěšný (OLP A)   | Úspěšné (OLP A)            |                    | Uskladněn          |
| B16 | 4. června 2025    | 6. června 2025    | 24. srpna 2025 (nejdř.) | FT-10 |                   |                            |                    |                    |

### Testovací nádrže a nedokončené urychlovače (boostery)
| #             | Poprvé spatřen | Počet testů | Datum vyřazení   | Status              | Poznámka |
| ------------- | -------------- | ----------- | ---------------- | ------------------- | --- |
| TT1           | leden 2020     | 1           | 10. ledna 2020   | Zničena (plánovaně) | Test Tank 1 byla nestandardní nádrž pro testování nových materiálů a konstrukčních metod. V den vyřazení byla testována vodou až do selhání při tlaku 7,1 baru.                                                                         |
| TT2           | leden 2020     | 2           | 29. ledna 2020   | Zničena (plánovaně) | Nádrž Test Tank 2 byla podobně jako TT1 testována vodou do tlaku 7,5 baru, kdy se projevil únik. O 2 dny později došla za nízkých (kryogenních) teplot až k destrukci při tlaku 8,5 baru.                                               |
| GSE 4.1       | duben 2021     | 2           | 18. ledna 2021   | Zničena             | Test nádrže původně plánované pro pozemní vybavení (GSE), během výroby upravené na testovací nádrž. V srpnu 2021 prošla kryogenním testem, po modifikacích se při dalším testu v září při neznámém tlaku roztrhla.                      |
| B2.1          | duben 2021     | 3           | prosinec 2021    | Vyřazena            | Nádrž podstoupila 3 kryogenní testy počátkem prosince 2021 a před koncem měsíce také zátěžový test odolnosti konstrukce. Poté byla vyřazena.                                                                                            |
| BN2.1         | květen 2021    | 3           | srpen 2021       | Vyřazena            | Zkušební nádrž ze zrušeného prototypu BN2, určená pro ověření odolnosti konstrukce motorové sekce. Po 2 kryogenních zkouškách v červnu 2021 a testech na simulátoru tahu v srpnu 2021 byla vyřazena.                                    |
| B6.1          | září 2021      | 1           | 15. května 2023  | Zničena (plánovaně) | Díly vyrobené pro spodek boosteru B6 byly v prosinci 2021 překvalifikovány jako testovací nádrž B6.1. Ta – po naplnění vodou – podstoupila jediný test v souvislosti s úpravami systému řízeního přerušení letu, při němž byla zničena. |
| B7.1          | březen 2022    | 6           | prosinec 2023    | Sešrotována         | Testovací nádrž pro záď (spodek) boosteru byla mezi koncem června a začátkem září 2022 celkem šestkrát kryogenně testována a na závěr podstoupila test strukturální pevnosti.                                                           |
| EDOME         | duben 2022     | 2           | konec října 2022 | Zničena (plánovaně) | Testování nádrže s plošší kupolí pro využití v budoucích prototypech. V září a říjnu 2022 absolvovala 2 kryogenní testy, při prvním byla poškozena, po opravě při druhém zničena.                                                       |
| HSLS          | léto 2023      | 2           | říjen 2023       | Sešrotována         | Hot Stage Load Head byl zkušební díl pro ověření strukturální integrity mezistupně mezi Super Heavy a Starship. Mezi srpnem a říjnem 2023 podstoupil 2 testy a poté byl demontován.                                                     |
| EDOME2 (TT14) | 2023           | 1           | prosinec 2023    | Sešrotována         | Podobný účel jako předchozí nádrž, ale odlišný konec. Po jediném kryogenním testu (19. října 2023) byla sešrotována. |
| B14.1         | červenec 2023  | 1           | 11. ledna 2025   | Sešrotován          | Horní díl boosteru (metanová nádrž) s mžížkovými kormidly byl koncem červnu a v polovině srpna 2024 na startovním stanovišti OLP A využit jako model pro testování záchytu boosteru hydraulickými rameny věže OLT A.                    |